# Symphyogyna podophylla
Symphyogyna podophylla là một loài rêu trong họ Pallaviciniaceae. Loài này được (Thunb.) Mont. & Nees mô tả khoa học đầu tiên năm 1846.